# Парламентские выборы в Мавритании (2001)
Парламентские выборы в Мавритании проходили 19 (1-й тур) и 26 октября (2-й тур) 2001 года. На них был избран 81 депутат Национального собрания. В результате убедительную победу вновь одержала Республиканская партия за демократию и обновление президента Маауйя ульд Сиди Ахмед Тайя, получившая 64 места.
Союз демократических сил бойкотировал выборы.

## Результаты
| Партия                                | Партия                                                                                     | Голоса  | %    | Места |
| ------------------------------------- | ------------------------------------------------------------------------------------------ | ------- | ---- | ----- |
|                                       | Демократическая и социал-республиканская партия (Parti Républicain Démocratique et Social) | 285 623 | 51,0 | 64    |
|                                       | Движение за демократию и единение (Rassemblement pour la Démocratie et l’Unité)            | 53 764  | 9,6  | 3     |
|                                       | Союз за демократию и прогресс (Union pour la Démocratie et le Progrès)                     | 45 364  | 8,1  | 3     |
|                                       | Движение демократических сил (Regroupement des Forces Démocratiques)                       | 31 363  | 5,6  | 3     |
|                                       | Действие за перемены (Action pour Changement)                                              | 30 802  | 5,5  | 4     |
|                                       | Союз прогрессивных сил (Union des Forces du Progrès)                                       |         |      | 3     |
|                                       | Народный фронт (Front Populaire)                                                           |         |      | 1     |
| Всего (явка 54,5 %)                   | Всего (явка 54,5 %)                                                                        | 560 045 | 100  | 81    |
| Источник: IPU Parline/AMI and Rulers. |                                                                                            |         |      |       |